# アルアハラム
『アル＝アハラーム』（アル・アハラーム、アル・アハラム、アラビア語: الأهرام 、al-Ahram，the pyramidsの意）は、エジプトの有力日刊紙。1875年創刊。本部カイロ。
近代王政期の1875年に民間紙として誕生。ワフド党政権期、自由将校団革命（1952年）を経て、ムハンマド・ナギーブ政権期の1960年に立法によって、他の大手出版社（Akhbar al-Yaum, al-Hilal, Rosa al-Yusuf）とともに国民連合（後のアラブ社会主義者連合）に所有権を移され、事実上国有化された。
ガマル/ジャマール・アブドゥ・アル＝ナーセル（ナセル；Gamal/Jamal Abd al-Naser)政権期には、当時編集長であったムハンマド・ハサナイン・アル＝ハイカル（Muhammad Hasanayn al-Haykal）が政権の大義を支えるイデオローグとして活躍し、ナーセル型アラブ・ナショナリズムの気運をエジプト全土のみならず、アラブ世界各地へ広める役割を果たした。（その後、ハイカルはサーダート〔サダト；Anwar al-Sadat〕との摩擦で辞職し、現在はアル＝ジャジーラ・テレビの論客として活躍している。）
以来エジプト政府寄りの論調は変わっておらず、1面トップには必ずといっていいほどエジプト大統領や政府高官、もしくはパレスチナ関連の記事が載せられる。民衆にとって同紙が政府系であることは周知の事実といって過言ではない。

## 紙面構成
他のアラブ諸国の有力紙と比べやや異なる点は、ナーセル政権期以来続く国際的な紙面構成。「エジプト」(misr)・「各県」(muhafazat)のみならず、「アラブ地域」(watan al-'arabi)や「世界」(al-'alam)といったページも充実している。「特集」(tahqiqat)、「論点とオピニオン」(qadaya wa ara')などのリポート面もある。
毎週金曜は休日版で、ページ数が多くなる。

## 本紙以外の出版
アハラーム本紙（エジプト国内版・アラブ全域版）のほかに、週刊英字紙 "Ahram Weekly"、週刊仏語紙 "Ahram Hebdo"、週刊誌『アル＝アハラーム・アル＝アラビー』(al-Ahram al-'Arabi)など、さらに付属の政治研究所から『国際政治』(al-Siyasa al-Dawliya)などの学術誌も発行している。